# Mariano Navarro Rubio
Mariano Navarro Rubio (Burbáguena, Teruel, 14 de noviembre de 1913-Madrid, 3 de noviembre de 2001) fue un economista, militar y político español. Se desempeñó como ministro de Hacienda de su país entre 1957 y 1965, siendo el principal propulsor del Plan Nacional de Estabilización Económica. También, fue gobernador del Banco de España. 
Formó parte del «gobierno de los tecnócratas», junto con Laureano López Rodó y Alberto Ullastres, llevó a cabo una política de reestructuración económica del régimen franquista, que se tradujo en el denominado «Milagro Económico» de los años 1960, período de extraordinario crecimiento económico en España, país que experimentó una apertura sin precedentes, atrayendo a inversiones y capital extranjero, que permitió el emerger airoso del país, tras un largo período de recesión económica, producto de las políticas autárquicas que se aplicaron en inicio a la dictadura franquista. De hecho, durante los ocho años que Navarro Rubio permaneció en el Ministerio de Hacienda, España experimentó un crecimiento económico comparable al de sus vecinos europeos, y hasta países como Japón.
Tras su salida del Ministerio de Hacienda, fue designado gobernador del Banco de España, en el año de 1965, cargo que ejerció durante cinco años, hasta que fue acusado en el caso Matesa, provocando su renuncia y retiro de la vida pública.

## Biografía
Mariano nació el 14 de noviembre de 1913, en Burbáguena, Teruel, España. Era hijo de Eusebio Navarro, médico forense, y Ramona Rubio. Cursó bachillerato en los Escolapios de Daroca y estudió Derecho en la Universidad de Zaragoza. Participó en la Guerra Civil, la cual le sorprendió en Daroca, combatiendo en el bando sublevado. Durante la contienda, siendo capitán, estuvo al mando del I Tabor de Regulares de Alhucemas. Más tarde accede al Cuerpo Jurídico Militar, en el que alcanzará el grado de general y ejerce como profesor en la Academia del Cuerpo Jurídico. Fue miembro del Opus Dei.
Su acceso a la política se produce a través de los sindicatos verticales agrarios, convirtiéndose en procurador en Cortes por los Sindicatos.

### Matrimonio
Se casó con María Dolores Serres Sena, con quien tuvo once hijos. Una de sus hijas, María del Carmen, se casó con el médico Alfonso Cabeza.

## Vida política

### Ministro de Hacienda
Entró en el gobierno en 1957, junto a Laureano López Rodó y Alberto Ullastres, formando un nuevo equipo económico dentro del gobierno de España que apadrinó un tipo de política económica, lejos del autarquismo propio de la Falange. A través del Plan de Estabilización se trató de imponer una política económica que pusiera freno a los desequilibrios económicos del pasado, propició una modernización de la economía y de la Administración española. Durante su mandato se produjeron las reformas tributarias de 1957 y 1964. Esta última fue más general que la del año 1957 pues, en primer lugar, dio un apreciable giro a la imposición directa, retocando la contribución sobre la renta y los impuestos de producto, con la creación del Impuesto General sobre la Renta de las Personas Físicas y además cambió apreciablemente la tributación indirecta con la creación del Impuesto sobre el Tráfico de Empresas.[cita requerida]

### Gobernador del Banco de España
En 1965 a su salida del Gobierno es nombrado Gobernador del Banco de España. 
También en 1965, ordena la intervención del pequeño Banco de Siero, fundado por Ramón Rato Rodríguez, bajo la acusación de que servía de tapadera para la evasión de divisas a Suiza. La condena, finalmente, consistió en pena de cárcel de tres años y multa de 176 millones de pesetas para Ramón Rato, 44 millones al hijo mayor Ramón Rato Figaredo, multa de 5 millones por cómplices a Faustino Rato Rodríguez Sampedro, tío paterno de los hermanos Rato y a una serie de directivos del banco.
Mariano Navarro ejerce el cargo de Gobernador del Banco de España hasta 1970. Fue acusado en el caso Matesa, lo que provocó su salida del Banco de España.
Al cesar de este cargo pasó a dirigir el Fondo para la Investigación Económica y Social (FIES).

## Condecoraciones
- Gran Cruz de la Orden Civil del Mérito Agrícola (1961).[7]
- Gran Cruz de la Orden del Mérito Militar, con distintivo blanco (1961).[8]
- Gran Cruz de la Real y Muy Distinguida Orden de Carlos III (1961).[9]
- Gran Cruz de la Orden del Mérito Aeronáutico, con distintivo blanco (1962).[10]
- Gran Cruz de la Orden Civil de Alfonso X el Sabio (1964).[11]
- Gran Cruz de la Real y Militar Orden de San Hermenegildo (1973).[12]